# 居勒斯海姆
居勒斯海姆是德国莱茵兰-普法尔茨州的一个市镇。总面积2.20平方公里，总人口673人，其中男性337人，女性336人（2011年12月31日），人口密度306人/平方公里。